# Curri Valenzuela
María de la Encarnación Valenzuela Conthe, conocida como Curri Valenzuela (Málaga, 3 de febrero de 1945), es una periodista y escritora española.

## Biografía
Hija de Santiago Valenzuela Horques y María de la Encarnación Conthe Navarro, nada más graduarse en la Escuela Oficial de Periodismo empezó su carrera trabajando en la Agencia EFE de corresponsal, primero en Nueva York y Washington entre 1967 y 1973, y posteriormente en Londres durante tres años más.
Durante la Transición fue redactora jefa de Cambio 16, y entre 1982 y 1986 lo fue de la Agencia EFE, en ambos casos en la sección de Nacional.
Entre 1986 y 1992 fue redactora política de la revista Tiempo, y a partir de 1996 fue consejera de administración de Radio Televisión Española, propuesta por el Partido Popular y más concretamente por su presidente José María Aznar. Durante ese periodo le llegó una condena por calumnias.[cita requerida] Ha colaborado de forma independiente con diversos medios de comunicación.
Desde 2004 hasta 2010 dirigió y presentó el programa de tertulia Alto y Claro de Telemadrid. En septiembre de 2010 es fichada por La 10, del grupo Vocento para dirigir una tertulia televisiva a nivel nacional y que se mantuvo en antena durante algo menos de un año.
En 2009, la revista FHM la eligió como la periodista más sexy, seria y morbosa de la televisión española.
Desde septiembre de 2011 colabora en la tertulia del programa Con el mundo a cuestas, que dirige y presenta el periodista Carlos Cuesta en la cadena Veo Televisión y en la del programa El Círculo de Telemadrid, que dirige y presenta Ely del Valle.
Desde julio de 2012 dirige y presenta el programa La Tertulia de Curri en Trece, programa de análisis político y económico.
Desde septiembre de 2013 a agosto de 2018 colabora en la tertulia de Los desayunos de TVE, en La 1 y en la del programa radiofónico Las mañanas de RNE, que dirige y presenta Alfredo Menéndez. Desde septiembre de 2014 a agosto de 2018 colaboró en el programa Amigas y conocidas, presentado por la periodista Inés Ballester en La 1.
Estuvo casada con el también periodista Juan Roldán.

## Obra
Curri Valenzuela ha escrito hasta el momento cinco libros:
- Del cambio al requetecambio: Cómo pasarse del PSOE al PP sin que se note (1993).
- 100 personajes que hunden España (2007).
- Sola (2008).
- Los culpables de la crisis (2009).
- Yo no me quiero jubilar (2012).